# Neoscelio gloriosus
Neoscelio gloriosus är en stekelart som beskrevs av Alan Parkhurst Dodd 1913. Neoscelio gloriosus ingår i släktet Neoscelio och familjen Scelionidae. Inga underarter finns listade i Catalogue of Life.